# Lycomorphodes funesta
Lycomorphodes funesta är en fjärilsart som beskrevs av Kirby 1892. Lycomorphodes funesta ingår i släktet Lycomorphodes och familjen björnspinnare. Inga underarter finns listade i Catalogue of Life.